# Povčeno
Povčeno este o localitate din comuna Laško, Slovenia, cu o populație de 55 de locuitori.